# 紅身雙線䲁
紅身雙線䲁（學名：Enneapterygius phoenicosoma），為輻鰭魚綱䲁形目三鰭䲁科雙線䲁屬的一個種，分布於西太平洋日本南部、加羅林群島及萬那杜海域，深度可達25公尺，本魚體型小呈圓柱狀，眼眶上具有觸鬚，頸背無觸鬚，雄、雌頭上部及身體紅褐色，繁殖期雄魚淡紅色，兩性體側表面均有濃密黑色，尾鰭基部有縱褐色帶，其寬度近等於瞳孔直徑，雌雄兩性在褐色帶後均有窄縱白色帶，繁殖期雄魚胸鰭基底黑色區域後緣有一條狹窄、不明顯的白線，胸鰭、腹鰭和臀鰭呈紅色，背鰭3個，第一背鰭高度低於第二背鰭，背鰭硬棘14-16枚、背鰭軟條8-10枚、臀鰭硬棘1枚、臀鰭軟條16-18枚，體長可達3.7公分，棲息在岩礁區潮池、湧浪區，雌魚產附著性卵在藻類築的巢，雄魚會守護卵，幼魚為浮游性，生活習性不明。